# 太陽 (クルアーン)

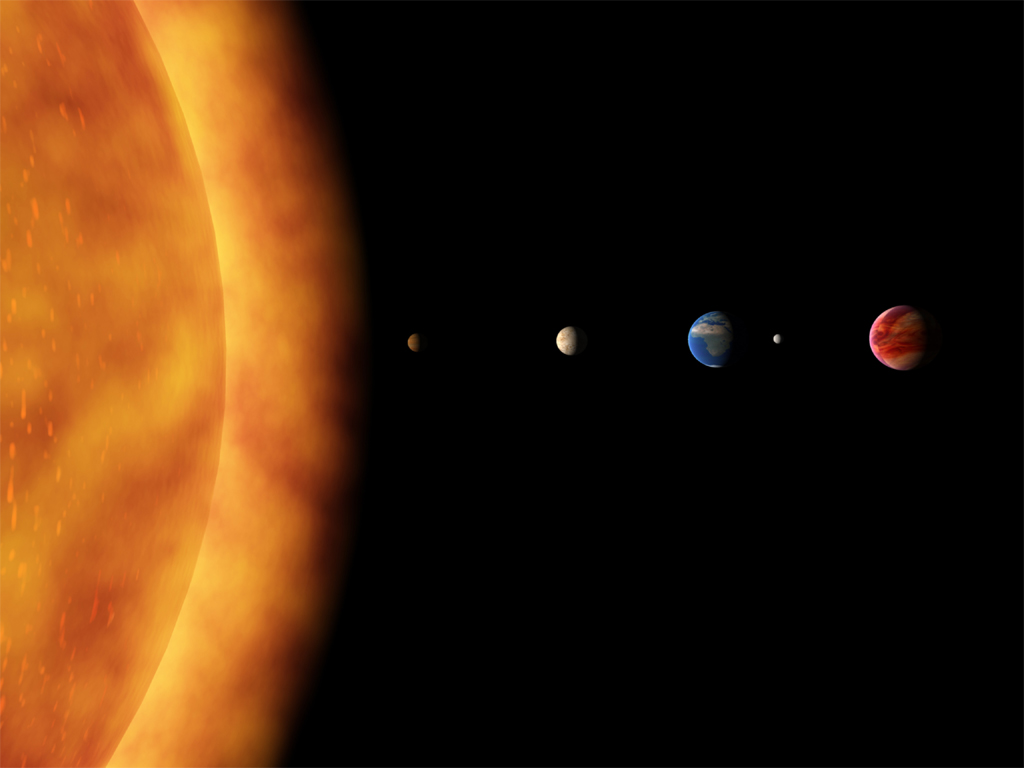
太陽系

『太陽』（たいよう、アラビア語: اَلشَّمْسُ, 転写：al-Shams, 実際の発音：ʾas-shams, アッ＝シャムス）は、クルアーン（コーラン）における第91番目のスーラである。

## 主な内容

### 拠り所
- 神 - 5節から8節
- 太陽 - 1節
- 太陽の輝き - 1節
- 月 - 2節
- 昼 - 3節
- 夜 - 4節
- 空 - 5節
- 大地 - 6節
- 魂 - 7節

以上を拠り所として、
- 清めた者は[2]成功である。 - 9節
- 汚した者は[3]失敗である。 - 10節

### サムード
サムード（en:Thamud）は、古代のアラブ民族である。
- 不遜なサムードの民は嘘だと言った[4]。 - 11節
- サムードの最も不幸者が急ぐと[5]、神の使徒[6]はサムードの民衆に言った。「神のラクダである。それに飲み水を。」 - 12節、13節
- サムードはそれを嘘と言い、ラクダを屠殺した。そこで神は、サムードを滅ぼし、その結果を振り返りもしない。 - 14節、15節

## アラビア語による『太陽』全文
クルアーン第91章 『الشمس （太陽）』